# التصنيع بإستخدام الفطريات

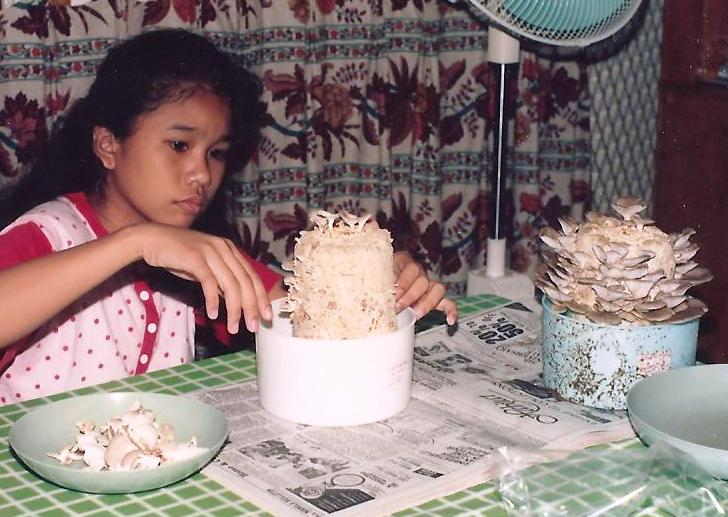

هي عملية إنتاج الغذاء والدواء و المنتجات الأخرى عن طريق زراعة عيش الغراب والفطريات الأخرى. مزرعة عش الغراب في الأعمال التجارية من الفطريات المتنامية.
تستخدم هذه الكلمة بشكل شائع للإشارة إلى ممارسة زراعة الفطريات بواسطة النمل المرقط ، والنمل الأبيض ، وخنافس الأمبروزيا ، و نباتات البرك.

## مقدمة
عيش الغراب ليس من النباتات ، و يحتاج إلى ظروف مختلفة للنمو الأمثل. تنمو النباتات من خلال عملية التمثيل الضوئي ، و هي عملية تحول ثنائي أكسيد الكربون في الغلاف الجوي إلى كربوهيدرات ، وخاصة السليلوز. مع أن ضوء الشمس يُعتبر مصدراً للطاقة للنباتات ، فإن عيش الغراب يستمد كل طاقته من الوسط المحيط به ، من خلال عمليات التحلل البيوكيميائي.